# Честь воров
«Честь воров» (англ. The Honor of Thieves) — американский короткометражный криминальный фильм Дэвида Уорка Гриффита.

## Сюжет
Фильм рассказывает о мошенниках Неде и Майке, разрабатывающие различные планы, чтобы разбогатеть, и приходят к мысли, что в этом им поможет дочь Неда.

## В ролях
| Актёр            | Роль            |
| ---------------- | --------------- |
| Флоренс Лоуренс  | Рэйчел Эйнштейн |
| Гарри Солтер     | мистер Эйнштейн |
| Джордж Гебхардт  | музыкант        |
| Анита Хендри     |                 |
| Артур В. Джонсон | музыкант        |
| Уилфред Лукас    |                 |
| Дэвид Майлз      |                 |
| Оуэн Мур         | Нед Граттан     |
| Фрэнк Пауэлл     |                 |
| Мак Сеннет       | полицейский     |